# Höxter
Höxter Németországban, Észak-Rajna-Vesztfália területén található. A Weser folyó mellett épült ki Höxter. Favázas házakat építettek lakói a mai óvárosba.
A városházát, azaz a Rathaus-t 1610-ben emelték. Höxter óvárosa a Kiliankirche (Höxter) épületéről is neves.

## Története
Höxter a Weser egyik igen régi átkelőhelyénél épült Villa Huxori néven. 822-ben adományozás révén a Corvey-kolostor (Kloster Corvey) tulajdonába került.
1250-ben városi rangra emelkedett. 1295 óta a Hansa Szövetség tagja volt.

### Corveyi apátság
Az egykori kolostor, mely a várostól 2 km-rel északkeletre fekszik, máig Höxter egyik látványossága.
A 9. században alapított és 1700-ban újjáépített benedekrendi apátság a középkor folyamán a kereszténység terjesztésének egyik központja volt és egyben az egyik előkelő benedekrendi apátság Észak-Németországban.
Widukind von Corvey (925-973) az első német történetíró itt írta a Rerum gestarum Saxonicanum libritres című, a szászok történetéről szóló krónikáját, amely fontos forrása az I. Henrik és I. Ottó korabeli időszaknak.
Widukind benedekrendi apátként Corveyban élt 940-től, és a kolostoriskolának később ő lett a rektora. Krónikája érdekes forrása a magyarok kalandozásának is.
Az eredetileg Karoling apátsági templomból csupán a Westwerk maradt meg, amelynek alsó része a IX. századból származik. A templom egyéb részei és az apátság megmaradt épületei a barokk korszakban épültek.

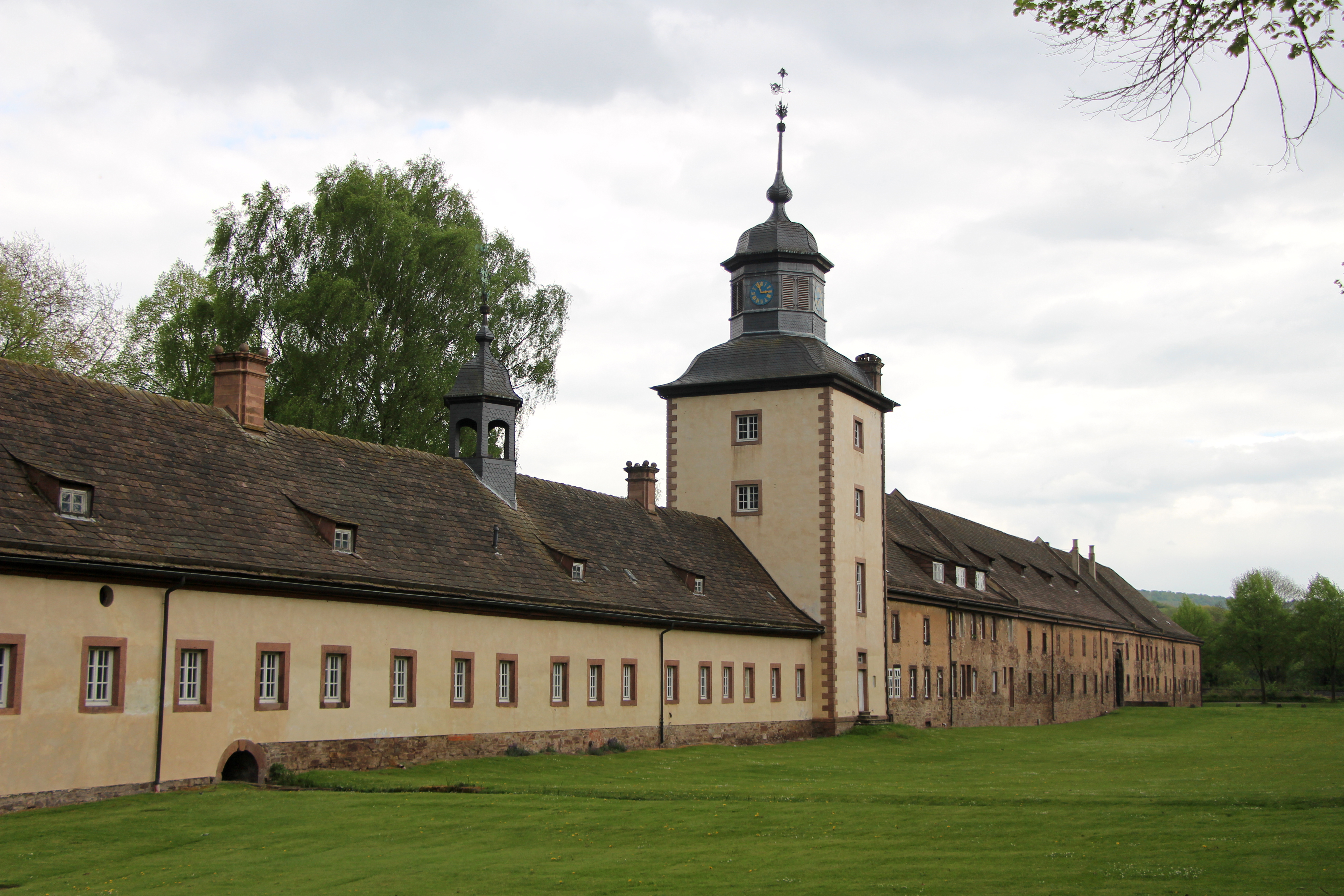
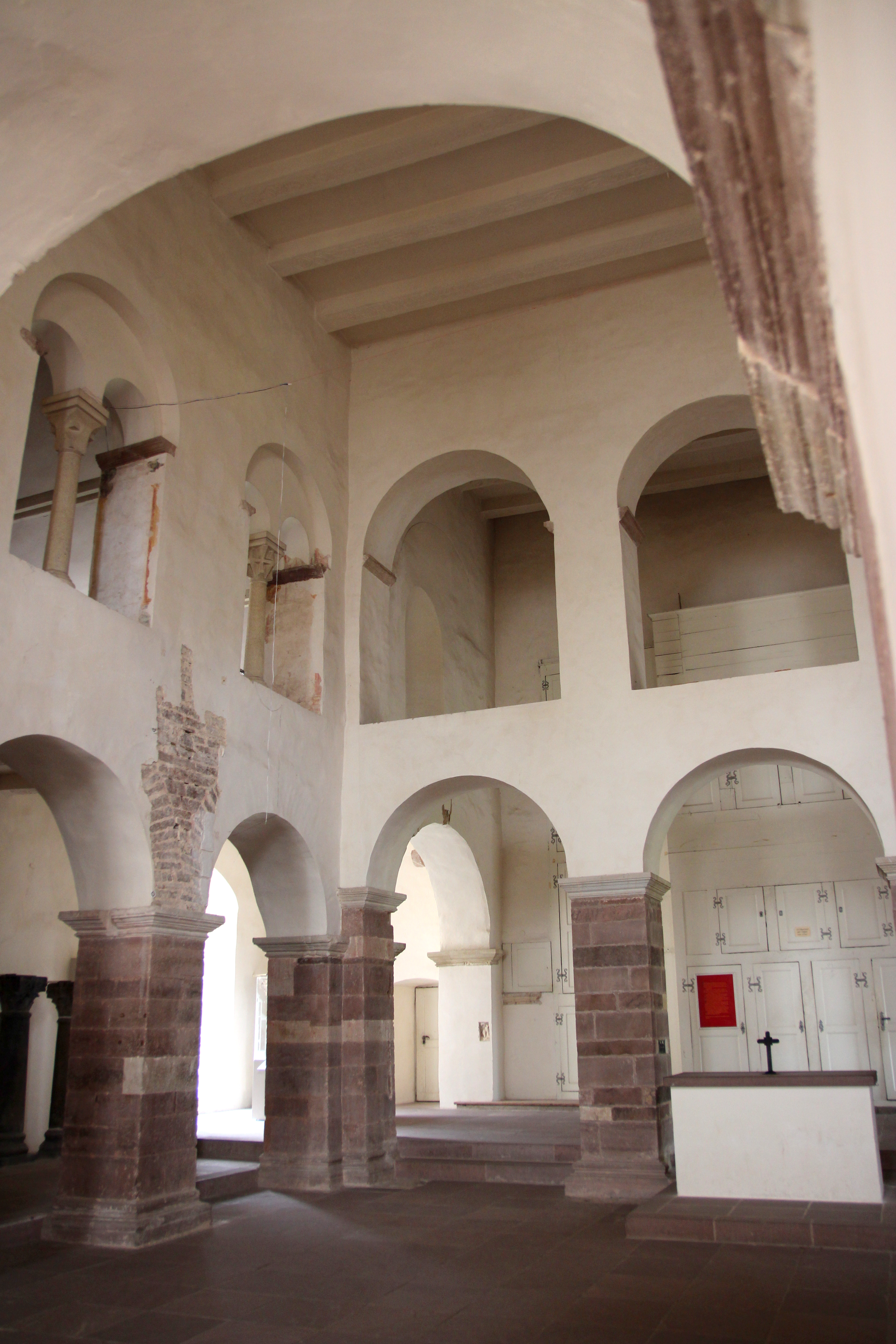
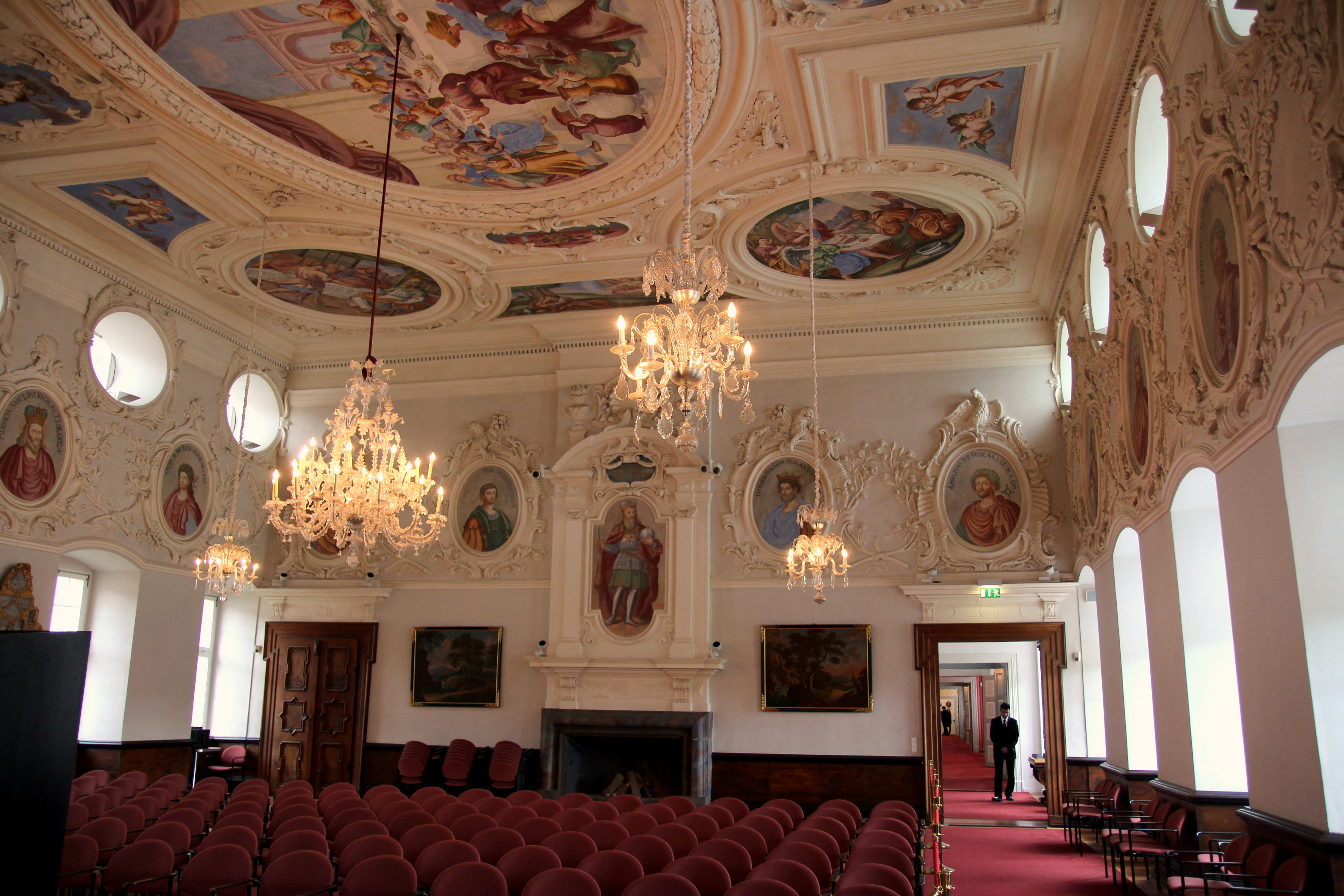
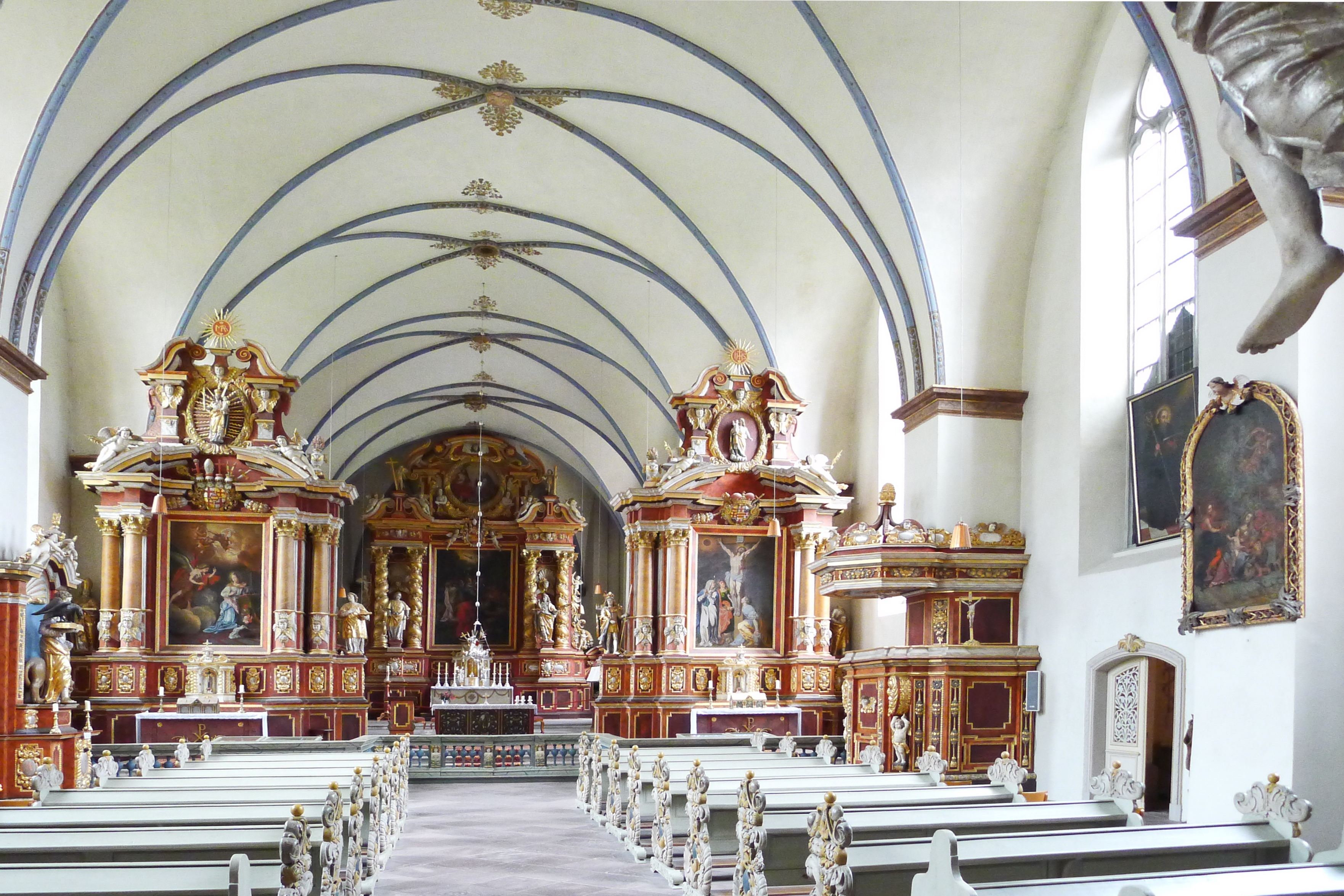

## Höxter kerületei
Höxter, Albaxen, Bödexen, Bosseborn, Brenkhausen, Bruchhausen, Fürstenau, Godelheim, Lüchtringen, Lütmarsen, Ottbergen, Ovenhausen, Stahle

## Híres személyek
- itt született Thomas von Heesen (1961–) német labdarúgó, edző